# Tocoyena sellowiana
Tocoyena sellowiana là một loài thực vật có hoa trong họ Thiến thảo. Loài này được (Cham. & Schltdl.) K.Schum. miêu tả khoa học đầu tiên năm 1889.